# پای گوجه‌فرنگی ایتالیایی
پای گوجه فرنگی ایتالیایی یک غذای پخته ایتالیایی-آمریکایی و ایتالیایی-کانادایی است که از خمیر غلیظ، متخلخل و فوکاچیا مانند پوشیده شده با سس گوجه فرنگی تشکیل شده‌است. ممکن است با پنیر رومانو یا پونه کوهی پاشیده شود. معمولاً مستقیماً از فر سرو نمی‌شود، بلکه اجازه داده می‌شود خنک شود و سپس در دمای اتاق مصرف می‌شود یا دوباره گرم می‌شود. مانند پیتزا سیسیلی، پای گوجه فرنگی در یک تابه مستطیلی بزرگ پخته می‌شود و معمولاً در برش‌های مربعی سرو می‌شود، اگرچه در رود آیلند آن را به نوارهای مستطیلی مانند پیتزا آل تالیو برش می‌دهند. پای گوجه فرنگی نشات گرفته از sfincione ایتالیایی و شبیه آن است، اگرچه این غذا همان غذا نیست. به عنوان مثال، sfincione ممکن است تاپینگ داشته باشد، معمولاً داغ سرو می‌شود و پوسته آن بیشتر شبیه به بریوش است تا فوکاچیا.
مقاله ای در سال ۱۹۰۳ در نیویورک نریبون در مورد غذای ایتالیایی-آمریکایی‌ها نسخه اولیه پای گوجه فرنگی را شرح داد. پای گوجه فرنگی از سال ۱۹۱۰ توسط نانوایی یانلی در فیلادلفیا فروخته می. در یوتیکا، نیویورک، خانواده ای که بعداً در سال ۱۹۱۴ پیتزا فروشی O'Scugnizzo را تأسیس کردند، چندین سال قبل، از سال ۱۹۱۰، پای گوجه فرنگی را از زیرزمین خود فروختند.

## نام‌های منطقه ای
- Utica: پای گوجه فرنگی[۶]
- فیلادلفیا: پای کلیسا، پای سس (مانند " سروی ایتالیایی "، یعنی سس گوجه فرنگی)[۳][۷]
- رود آیلند: پیتزا نانوایی،[۸] پیتزا مهمانی، پیتزا استریپ، نان قرمز، پیتزا نواری،[۹][۱۰]
- مونترال: پیتزا گوجه فرنگی، پیتزا سرد، نان پیتزا[۱۱]
- همیلتون، انتاریو: پیتزا روما (از نام یک نانوایی)،[۱۲] پیتزا نان، پیتزا اسلب[۱۳][۱۴]

## نگارخانه

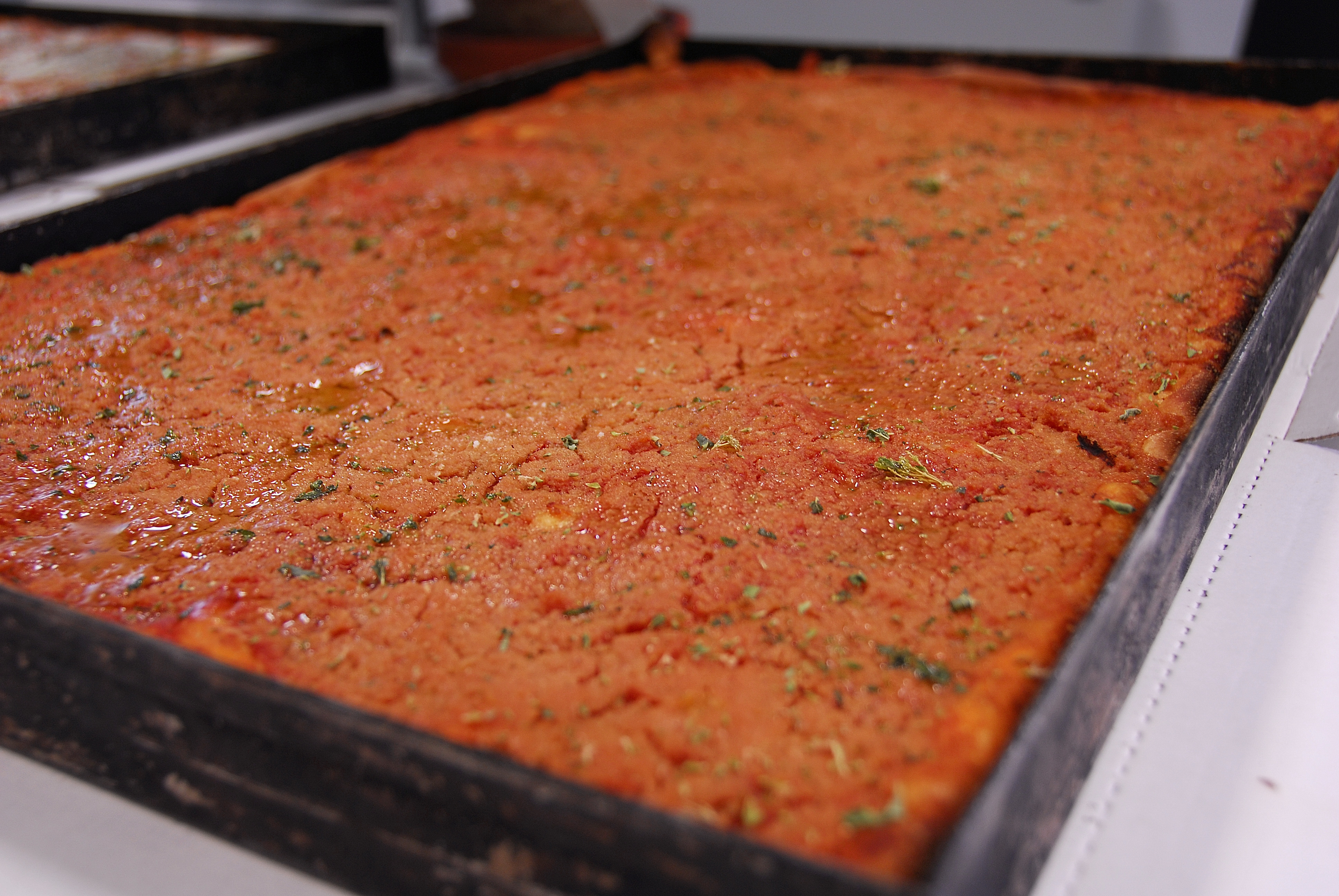
پالرمیتان sfincione معمولی
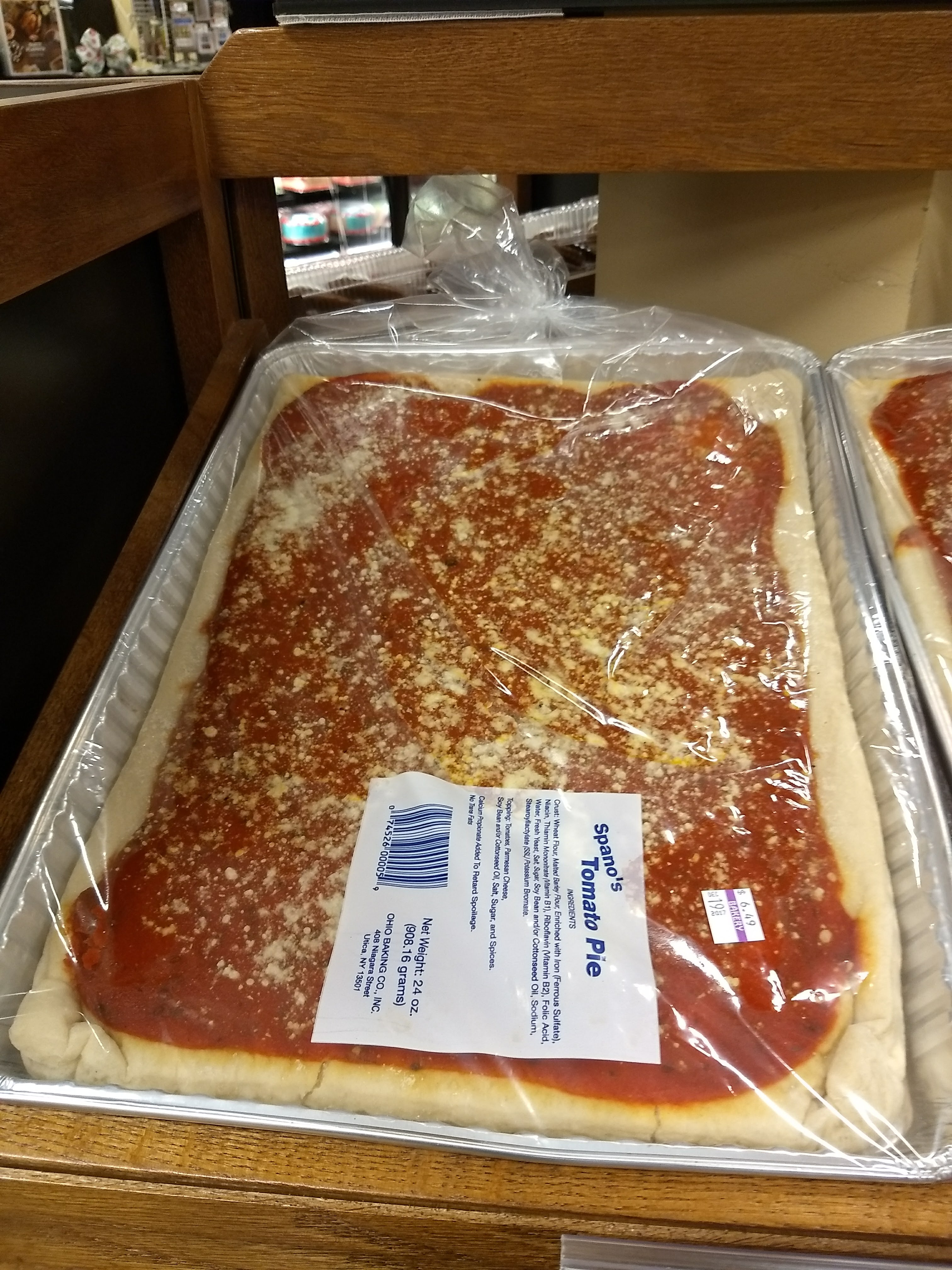
پای گوجه فرنگی برای فروش در یک فروشگاه مواد غذایی در نزدیکی Utica
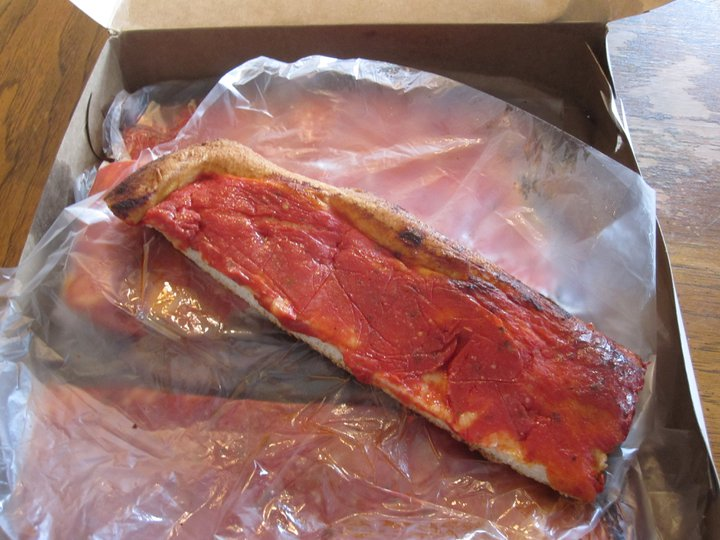
نوار پیتزا رود آیلند